# Stylopage rhabdoides
Stylopage rhabdoides är en svampart som beskrevs av Drechsler 1947. Stylopage rhabdoides ingår i släktet Stylopage och familjen Zoopagaceae.   Inga underarter finns listade i Catalogue of Life.